# Chessgames.com
Chessgames.com è un sito internet dedicato agli scacchi, fondato nel 2001 dallo statunitense Daniel Freeman (1967-2018) e dal Maestro Nazionale cubano Alberto Artidiello (1958-2015). La sede è a Fort Lauderdale, in Florida.

## Descrizione
Al 2018 conta oltre 240.000 iscritti. Le funzioni di base, come la consultazione del database di partite (oltre 876.000 nel 2018) e il forum di discussione, sono di accesso gratuito, mentre altre più specifiche (come la consultazione dei database di finali) sono riservate ai "Premium Members", dietro pagamento di una somma annuale.
Questo database contiene prevalentemente partite di livello almeno magistrale, con alcune eccezioni per giocatori famosi in altri campi, tra cui Humphrey Bogart e Lord Randolph Churchill.
Come peraltro in molti database di scacchi, alcune partite contengono degli errori di trascrizione delle mosse, ma la qualità complessiva di Chessgames.com è considerata molto buona, benché il sito abbia anche ricevuto delle critiche legate, oltre ai citati occasionali errori di trascrizione, principalmente ad un uso considerato superficiale delle fonti nella compilazione delle biografie dei giocatori (per i più noti viene pubblicata infatti una scheda biografica, corredata in molti casi da una fotografia), a certe mancanze di rispetto del copyright nelle immagini usate, alla mancanza di correzioni malgrado le segnalazioni degli utenti e alla politica del sito di dare visibilità a opinioni non considerate storicamente attendibili.
Dopo la registrazione gratuita gli iscritti possono postare commenti sulle partite contenute nel database (Kibitzing), creare e far pubblicare sul sito delle "Game Collections" raccolte di partite dedicate a un particolare giocatore, torneo o apertura. Le partite possono essere visualizzate tramite la tecnologia Java, e possono essere selezionate in base a vari parametri combinabili tra di loro: giocatore, anno, apertura, codice ECO e risultato.
Non è un sito sul quale si può giocare a scacchi online, salvo che in occasioni particolari per incontri a squadre o in consultazione.